# Грачи (Бескарагайский район)
Грачи (каз. Грачи) — село в Бескарагайском районе Абайской области Казахстана. Входит в состав Жетижарского сельского округа. Находится примерно в 62 км к западу от районного центра, села Бескарагай. Код КАТО — 103849303.